# Стиляги
Стиля́ги — молодёжная субкультура в СССР, получившая распространение в крупных советских городах с конца 1940-х по начало 1960-х годов, имевшая в качестве эталона преимущественно американский образ жизни. Термин «стиляги» для обозначения советских подражателей тедди-боям ввёл сатирический журнал «Крокодил» (Д. Г. Беляев, статья «Стиляги» в 1949 году); одно из направлений, которое одевалось только в американские марки одежды, называло себя «штат», «штатники».
Стиляг отличала нарочитая аполитичность, определённый цинизм в суждениях, отрицательное или безразличное отношение к некоторым нормам советской морали. Стиляги выделялись яркой одеждой, определённой манерой разговора (особый сленг). Им был присущ повышенный интерес к музыке и танцам из-за рубежа.
Субкультура стиляг явилась своеобразным стихийным протестом против принятых в советском обществе стереотипов поведения, а также против единообразия в одежде, музыке и стиле жизни. Долгое время (до середины 1960-х гг.) стилягами в советской прессе (а также в моралистической риторике должностных лиц и «сознательных граждан») именовали вообще всех молодых людей, следовавших модам и уличаемых в «аморальном» образе жизни.

## Причины возникновения субкультуры стиляг

Немецкий корсет-«грация»

Одной из основных причин появления движения «стиляг» стала активизация международных контактов СССР как в годы войны, так и после неё. Увеличение числа дипломатических работников автоматически увеличило и количество членов их семей, живущих в другой, «несоветской» реальности, ассоциирующейся с успехом и процветанием. Те, в свою очередь, способствовали их распространению среди широких слоёв городской молодёжи.
В то время, как для детей советской элиты пристрастие к зарубежной культуре было элементом показательного протеста и признаком «особости», для большинства молодых людей того времени новая субкультура стала психологической защитой от нищеты и разрухи послевоенных лет. Несоответствие реальности и красочности киномира, запечатлённого в трофейных и других иностранных фильмах, вызывало у молодых людей состояние дискомфорта. Кроме того, вернувшиеся из Западной Европы победители привезли с собой огромное количество трофейной одежды, обуви, украшений. Эти вышедшие из моды за рубежом предметы и стали основой для создания гардероба стиляг «из народа». Помимо вещей, после войны в СССР стали популярны зарубежные пластинки с джазовыми композициями и неизвестные доселе танцы.
Так, танец линди-хоп был впервые увиден советскими людьми во время встречи на Эльбе с американскими солдатами.
Писатель и политик Эдуард Лимонов в своей книге «У нас была великая эпоха» так описывает сложившуюся после войны ситуацию:

На барахолках страны приземлились и пошли по рукам платья, костюмы, пальто для всех полов и возрастов — «трофейное барахло», вывезенное солдатами в вещевых мешках из покорённой Германии… Каталогом и гидом для путешествий по морю кожаных тирольских шорт, румынских, итальянских и венгерских военных пальто и детских берлинских костюмчиков служили американские фильмы… Глядя на голливудских девушек и суровых гангстеров в двубортных костюмах и шляпах, запоминала русская молодёжь модели одежды.

Фильмы, ставшие культовыми для стиляг: «Серенада Солнечной долины», «Джордж из Динки-джаза», «Тарзан», «Девушка моей мечты», «Судьба солдата в Америке», киноленты с участием Дины Дурбин.

### Появление термина
Возникновение термина относится к концу 1940-х годов.
Слово «стиляга» как обозначение молодёжной субкультуры было термином советской пропаганды. В 1949 году 10 марта в журнале «Крокодил» (№ 7) появился фельетон Д. Г. Беляева «Стиляга» под рубрикой «Типы, уходящие в прошлое». В фельетоне описывался школьный вечер, где появляется нелепо разодетый «на иностранный манер», тщеславный, невежественный, глуповатый молодой человек, который гордится своим пёстрым нарядом и навыками в области иноземных танцев. И все эти навыки, по словам фельетониста, вызывают смех и брезгливую жалость у остальных студентов
Михаил Самуилович Агурский в своих мемурах писал, что тогда "танцевавших линдо стали называть "стилягами", а потом это слово приобрело более широкий смысл, и так стали называть всех, подражавших западной моде".

## Мода стиляг
В первые годы существования данного феномена облик стиляги был карикатурен: широкие яркие штаны, мешковатый пиджак, шляпа с широкими полями, немыслимых расцветок носки, пресловутый галстук «пожар в джунглях» (костюм «зут»).
Описание стиляги из вышеуказанного фельетона Д. Г. Беляева:

В дверях зала показался юноша. Он имел изумительно нелепый вид: спина куртки ярко-оранжевая, а рукава и полы зелёные; таких широченных штанов канареечно-горохового цвета я не видел даже в годы знаменитого клёша; ботинки на нём представляли собой хитроумную комбинацию из чёрного лака и красной замши. Юноша опёрся о косяк двери и каким-то на редкость развязным движением закинул правую ногу на левую, после чего обнаружились носки, которые, казалось, сделаны из кусочков американского флага, — так они были ярки.

В фельетоне также была выведена подруга стиляги по прозвищу Мумочка:

В это время в зале показалась девушка, по виду спорхнувшая с обложки журнала мод.

Впоследствии внешний вид стиляги претерпел значительные изменения: появились брюки-дудочки, взбитый «кок» на голове, элегантный пиджак с широкими плечами, узкий галстук — «селёдочка», завязывающийся на крошечный узел, зонтик-тросточка. 
В качестве обуви в среде стиляг приветствовались полуботинки на толстой белой каучуковой подошве (так называемая «манная каша»). Летом пользовались популярностью яркие рубашки в «гавайском стиле»
Для девушки, чтобы прослыть стилягой, было достаточно ярко краситься и носить причёску «венчик мира» (вокруг головы завивали волосы и укладывали в форме венца). «Особым шиком» считались узкие юбки, обтягивающие бёдра.
В среде стиляг были популярны своеобразные предметы роскоши — трофейные зажигалки и портсигары, американские игральные карты с полуобнажёнными девушками (стиль pin-up), редкие в то время авторучки. В 1960-х годах стиляги отчасти переняли рок-н-рольный (рокабильный) образ.
Имидж стиляг высмеивался в детской книге Н. Носова «Незнайка в Солнечном городе».

## Музыка и танцы

Модное (вечернее) платье 1950-х годов

В начале 1950-х гг. в среде стиляг актуальной считалась музыка свингового оркестра Гленна Миллера, в особенности хиты, прозвучавшие в кинофильме «Серенада солнечной долины». Песня из кинофильма «Серенада Солнечной Долины» под названием «Поезд на Чаттанугу» стала своеобразным гимном стиляг:
Pardon me, boy

Is that the Chattanooga Choo-Choo

Track twenty nine,

Boy, you can give me a shine
С психологической точки зрения образ поезда, уезжающего в неведомую и недоступную Чаттанугу, стал для стиляг основным эскапистским символом, позволявшим хотя бы мысленно «уехать» в обожествляемую ими Америку.
Также были популярны композиции Бенни Гудмена и Дюка Эллингтона, немецкие фокстроты и танго (в том числе в исполнении Марики Рёкк и Лале Андерсон), произведения из репертуара Эдди Рознера.
В целом же, стиляги тяготели к джазовой музыке: многие из них были знакомы с джазменами или сами играли на различных музыкальных инструментах. Среди танцев в конце 40-х был актуален буги-вуги. Причём советские стиляги не ограничивались довольно скудными познаниями в этой области и изобретали собственные вариации на тему модного танца. Так, существовали «атомный», «канадский» или «тройной Гамбургский» стили. Первые два мало чем отличались друг от друга и были некоей вариацией на тему танцев джиттер баг, линди-хоп и буги-вуги. «Тройной Гамбургский» был медленным танцем, похожим на слоу-фокс.
С возникновением моды на рок-н-ролл, стиляги восприняли и этот танец. Популярными были композиции Билла Хейли (в особенности, «Rock Аround the Сlock»), Элвиса Пресли, Чака Берри, Литтл Ричарда, Бадди Холли, Карла Перкинса и др.

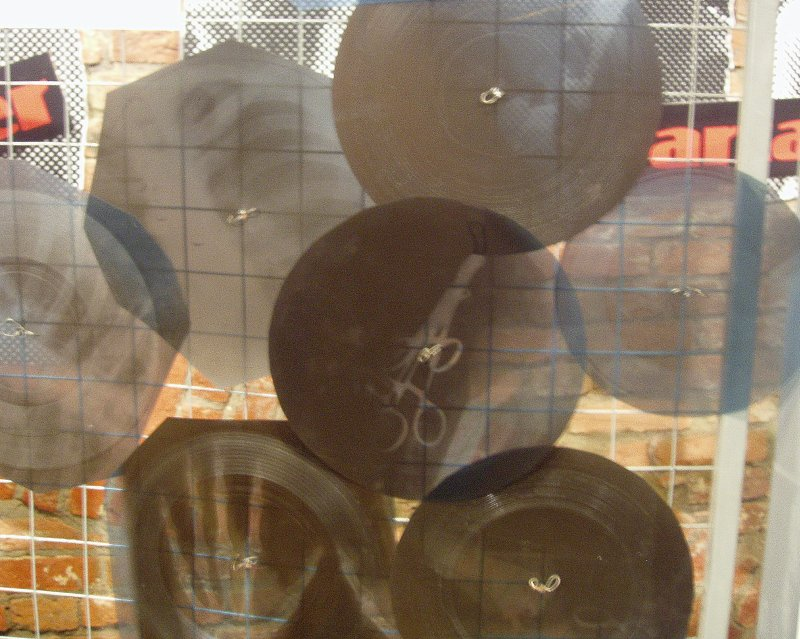
«Рок на костях»

Однако грампластинки с записями модных исполнителей в СССР были редкостью. В связи с образовавшимся дефицитом стал популярен так называемый «рок на костях» — запись музыки производилась на рентгеновских снимках (у стиляг существовало ещё одно название таких «пластинок» — «скелет моей бабушки»). С появлением на рынке магнитофонов «рок на костях» утратил свою актуальность.
Один из самых значительных российских джазменов (в прошлом — стиляга) Алексей Козлов в своей автобиографической книге «Козёл на саксе» следующим образом описывает ситуацию:
Контролировалось всё: одежда и причёски, манеры и то, как танцуют. Это была странная смесь концлагеря с первым балом Наташи Ростовой. Танцы, утверждённые РОНО, да и манеры, были из прошлого века — падекатр, падепатинер, падеграс, полька, вальс. Фокстрот или танго были не то, чтобы запрещены, но не рекомендованы. Их разрешали иногда заводить один раз за вечер, и то не всегда, всё зависело от мнения и настроения присутствующего директора школы или старшего пионервожатого. При этом смотрели, чтобы никаких там попыток танцевать фокстрот «стилем» не было. Как только кто-либо из учеников делал что-то не так, в радиорубку срочно подавался знак, пластинку снимали и дальше уже ничего, кроме бальных танцев, не ставили.
В упомянутом фельетоне Беляева танцы, которые исполняли стиляга и Мумочка, описывались так:

Я и сам давно заметил, что стиляга с Мумочкой под музыку обычных танцев — вальса, краковяка — делают какие-то ужасно сложные и нелепые движения, одинаково похожие и на канкан, и на пляску дикарей с Огненной Земли. Кривляются они с упоительным старанием прямо в центре круга.

## Взаимоотношения с обществом

Реконструкция обстановки 1950-х гг.

Парфюмерные изделия 1940—1950-х гг.

Молодые люди, ревностно следовавшие моде и предпочитавшие советской эстраде джазовую музыку, существовали ещё до войны.
Однако стиляги, появившиеся во второй половине 1940-х, уже попадали под определение «безродных космополитов», так как в стране шла борьба с космополитизмом. Стиляги с их повышенным интересом к западноевропейской и американской поп-культуре стали одной из главных мишеней партийно-комсомольских функционеров. В прессе публиковались фельетоны, карикатуры, критические статьи, а также «присланные сверху» идеологические поговорки и стихи. Все эти публикации имели цель высмеять стиляг, выявить их низменную сущность и показать их в качестве потенциальных врагов Советской власти:
- - «Сегодня он играет джаз, а завтра Родину продаст»;
  - «Стиляга — в потенции враг // С моралью чужой и куцей // На комсомольскую мушку стиляг; // Пусть переделываются и сдаются!».

Советский писатель Л. Пантелеев писал:

Вот эта приблизительность и относительность этических требований — зло, которого мы в повседневности не замечаем, но которое тем не менее живёт, растёт и даёт плоды. И плоды весьма горькие.
Не здесь ли мы должны искать корни тех явлений, которые так волнуют последнее время наше общество? Я говорю о недостойном поведении некоторой части нашей молодёжи. В этих случаях принято оговариваться: незначительной части. Незначительной, да, но не такой уж ничтожной, чтобы можно было не бить тревогу. И тревогу мы бьём. Редко бывает, что развернёшь газету и не наткнёшься там на материал, обличающий молодых бездельников, стиляг, тунеядцев, фарцовщиков, бездушных сыновей и т. д. и т. п. Законны и справедливы требования тех, кто считает, что бездельников этих нужно учить и наказывать.
— Статья «Без компаса» (1960) из цикла «Разговор с читателем»
 Желание общества «переделать» выливалось в обсуждения стиляг на комсомольских и студенческих собраниях, к выговорам по комсомольской линии. Если же и это не помогало, то непокорных отчисляли из вузов, исключали из рядов ВЛКСМ.  Работу со стилягами вели также сотрудники ДНД — добровольных народных дружин. Подобное отношение вызывало ответную реакцию — стиляги замыкались внутри своих компаний и от простого восхищения зарубежной поп-культурой переходили к неприятию советской действительности.
Музыкант Алексей Козлов говорил:

У стиляг было такое отработанное бессмысленное выражение глаз. Не потому, что мы придурки. Просто если бы мы обнажили свой взгляд, если бы смотрели, как мы чувствуем, — все бы увидели, как мы их ненавидим. За этот взгляд можно было поплатиться. Вот мы и придуривались.

 В официальной прессе пропагандировалось брезгливо-презрительное отношение к стилягам.  В начале 1960-х, однако, давление в отношении стиляг прекратилось по нескольким причинам — во-первых, в связи с тем, что эта субкультура сошла на нет из-за взросления своих представителей и «легализации» многих ранее запретных зарубежных атрибутов вроде джаза, а во-вторых, из-за появления новых, гораздо более массовых молодёжных течений: «битломании» и хиппи. При этом в Москве, Ленинграде, крупных портовых городах «классическая» мода стиляг стала сходить на нет после московского Международного фестиваля молодёжи и студентов 1957 года, когда началось более активное проникновение в молодёжную среду представлений о настоящих бытующих за рубежом модах (например, об узких мужских пиджаках сдержанных цветов и узких галстуках), а в обывательском просторечии «стилягами» и в середине 1960-х называли любых модников, а также и просто заслуживающих морального осуждения молодых людей. Несмотря на угасание «стиляг» как субкультуры, их мировоззрение оказало большое влияние на умонастроения последующих молодёжных неформальных объединений.
И. Будрайтскис высказывал мнение, что "в современной либеральной мифологии стиляги представляются в качестве «инакомыслящих», носителей свободы, которые яркими шмотками бросали вызов серой советской действительности, хотя на самом деле всё было наоборот".

## Сленг стиляг
Стилягам было важно не только выделить себя из толпы, из «серой массы», при помощи одежды или образа жизни, но и при помощи особого языка, точнее — жаргона. Частично этот сленг был воспринят стилягами от джазистов.
Вот некоторые слова и выражения, принятые в языке стиляг и затем частично распространившиеся за его пределы:
- Бродвей (или Брод) — как правило, центральная улица города, служившая для стиляг местом встреч. В Москве «Бродвеем» была улица Горького (ныне: Тверская). В Ленинграде (сейчас: Санкт-Петербург) — Невский проспект, в Киеве — Крещатик, в Казани — улица Баумана, в Горьком (сейчас: Нижний Новгород) — улица Я. М. Свердлова («Свердловка», сейчас: Большая Покровская), в Перми — Комсомольский проспект, в Ростове-на-Дону — улица Фридриха Энгельса, ныне: Большая Садовая, в Баку — Торговая улица, в Ташкенте — улица Карла Маркса (сейчас: Сайёлгох), в Одессе — Дерибасовская улица, в Алма-Ате — улица Калинина (сейчас: Кабанбай батыра), в Воронеже — проспект Революции, в Куйбышеве (сейчас: Самара) — ул. Куйбышева, в Хабаровске — ул. Карла Маркса (сейчас: Муравьёва-Амурского). «Бродвей» был у стиляг в каждом городе;
- Чувак — проверенный, в теме, «свой» человек;
- Чувиха (чува, чувырла) — девушка-стиляга;
- Хилять, прошвырнуться — ходить, прогуливаться;
- Кинуть брэк — пройтись с целью «людей посмотреть — себя показать». Например, «кинуть брэк по Броду»;
- Чуча — песня «Chattanooga Choo Choo» («Поезд на Чаттанугу»). Звучит в «стильном» американском кинофильме «Серенада солнечной долины»;
- Совпаршив (искажённое от «СовПошив») — отечественные изделия лёгкой промышленности;
- Динамо (динамо-машина) — такси;
- Шузы (шузня) (англ. shoes — обувь) — ботинки стиляг, зачастую на высокой подошве. Приобретались у фарцовщиков либо заказывались у обувных мастеров, которые наращивали на подошву толстый слой резины. Подошва из белого материала называлась «манная каша»;
- Хата — квартира;
- Бараться (от идиш באַרען‎ барэн — совершать половой акт) — вступать в сексуальный контакт[8];
- Баруха (боруха) — девушка, придерживающаяся свободных взглядов относительно общения с парнями;
- Фазер (от англ. father) — отец;
- Лукать (от англ. look) — смотреть;
- Жлоб — представитель «серой массы»;
- Дринкать (от англ. drink — пить) — выпивать;
- Джакеток (от англ. jacket) — куртка, пиджак;
- Манюшки (от англ. money) — деньги;
- Олдовый (англ. old) — старый;
- Батон — обычная девушка, участвующая в вечеринке. Например, «румяный батон»;
- Соксы (от англ. socks) — чулки, носки. Зачастую носки были ярких расцветок;
- Стилять (от англ. style — стиль) — танцевать «стилем», имитируя «импортные» или придумывая свои фигуры;
- Таёк (от англ. tie) — галстук;
- Трузера (траузера, траузерса) (от англ. trousers) — брюки;
- Тренчкот (от англ. trenchcoat — шинель) — плащ.;
- Хэток (от англ. hat — шляпа) — головной убор;
- Штатники (от «Соединённые Штаты») — одно из самоназваний стиляг; с конца 1950-х — молодые люди, стремившиеся копировать реальные западные моды, резко отличавшиеся от прежних «стиляжных» представлений;
- На большой — отличный, отличная и т. д., от словосочетания «на большой палец [вверх]», то есть «во!» — например, «квартирка на большой» (употребляется в фильме Черёмушки);
- Кивнуть — поздороваться («Кивни мальчишкам» — фильм «Ход конём»);
- Пододвинуть — доставить, привести («Пододвинь его сюда» — фильм «Ход конём»).

## Образ стиляги в литературе и искусстве

### В кино

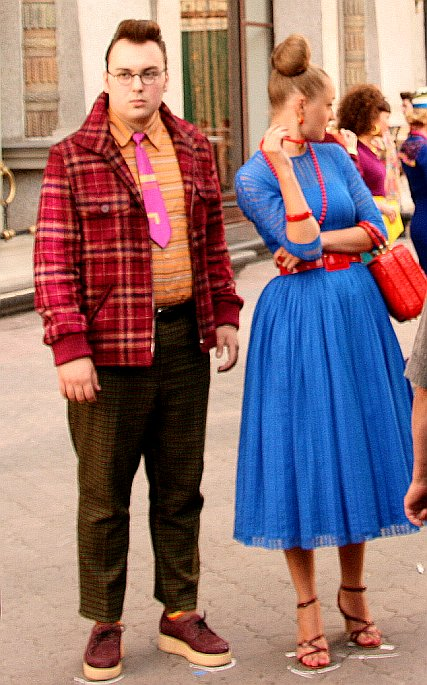
Фото со съёмок фильма «Стиляги», актёры Екатерина Вилкова и Игорь Войнаровский

Образ стиляги в советском кинематографе 1950-60-х годов был сугубо карикатурен и жалок. Это — недалёкий, надменный франт, презирающий «серую массу», и от этого становящийся ещё более смешным.
Таков герой Эдик (Олег Анофриев) из фильма «Секрет красоты» (1955): в городской школе парикмахеров идут экзамены. Неспособная ученица Кукушкина (Тамара Носова) просит своего приятеля, стилягу Эдика, сесть в её кресло. Влюблённый Эдик соглашается — и надолго прощается со своим стильным «коком».
В драме «Сын» школьный приятель приглашает главного героя «на Брод», а потом на вечере самодеятельности, представившись артистом, «показывает класс», согнувшись и выделывая стиляжьи па в танце с девушкой под общий смех рабочей молодёжи.
В фильме «Медовый месяц» (1956) главная героиня Людмила на балу в институте танцует со студентом-стилягой; танец удостаивается следующей реплики пожилого врача, сидящего рядом с отцом Людмилы и её тётей: «Вы знаете, в 1911 году я видел нечто подобное в Африке — в ритуальных танцах племени Ням-Ням.» Танцы со стилягами до добра не доводят — и Людмила фиктивно выходит замуж, чтобы после распределения остаться в Ленинграде. Однако, вынужденная всё-таки уехать с мужем в Сибирь на строительство моста, в конце-концов она «становится человеком», а фиктивный брак — настоящим.
В подростковой драме «Повесть о первой любви» (1957) двое школьников на вечеринке принимаются танцевать «стилем», после чего, осмеянные своими же товарищами, спешат уйти прочь.
В детективе «Дело пёстрых» (1958), снятом по роману Аркадия Адамова, показана преступная и подлая сущность стиляги Арнольда и его приятелей. От высокомерного чванства и любви к «красивой жизни» — к преступлению: такова мораль произведения.
В кинофильме «Идиот» (1958) в числе участников компании, собравшейся на дне рождении Настасьи Филипповны, присутствует молодой франт XIX века, внешний вид которого явно перекликается с карикатурным образом стиляги 1950-х годов.
В кинофильме «Сверстницы» (1959) (мелодрама о трёх подругах, окончивших школу) одна из героинь проводит время с двумя бездельниками-стилягами (то, что стиляга — тунеядец, не должно было вызывать никаких сомнений).
Короткометражная комедия «Иностранцы» (одна из частей киноальманаха «Совершенно серьёзно» (1961) высмеивает тех, кто преклоняется перед всем заграничным, дежурит в вестибюлях гостиниц, занимаясь скупкой иностранного «ширпотреба». Молодой журналист  решает разоблачить и высмеять двоих стиляг и их подружку : он представляется им богатым американцем и заставляет совершать разные нелепости, внушая им, что так модно вести себя в Америке.
В комедии «Семь нянек» (1962) главный герой — «трудный подросток» Афанасий, чтобы оправдаться перед работницей комиссионного магазина, выставляет своих опекунов-соседей по комнате «стилягами и тунеядцами».
В фильме «Ход конём» (1962) незадачливый герой Савелия Крамарова становится жертвой грубого розыгрыша со стороны компании стиляг.
Замечателен ретроспективный танец красавицы-балерины Ольги Заботкиной — правильной девушки-экскурсовода и не совсем правильного парня — Владимира Васильева в фильме Черёмушки (1962): предваряющая песня и танец Руси XVII века сменяется сленгом стиляг, затем танец продолжается — от модников царского режима конца XIX века, затем пары периода Советской республики 1920-х годов: приблатнённого хулигана-матросика в кепке, тельняшке, брюках-клёш и небрежно накинутом бушлате и «машки» в красной косынке и ботиках на каблуках, и, наконец, до буйной скачки «отвязанных» стиляг 1960-х годов, как будто сошедших с карикатур журнала «Крокодил» — в аляповатой рубашке навыпуск, подвёрнутыми узкими джинсами и чёрными чулками с туфельками на шпильках.
В картине «Первый троллейбус» (1963) двое самодовольных стиляг (один из них, в исполнении Евгения Стеблова, кривляется особо карикатурно) пытаются сбить с толку молодого рабочего, однако после отповеди главной героини, водителя троллейбуса («Если ты не хочешь быть похожим вот на этих»), он решительно уходит, оставляя стиляг одних за столиком кафе на улице.
В сказке «Королевство кривых зеркал» (1963) есть пародия на стиляг — когда показывают танцоров короля, заходящих во дворец, они танцуют буги-вуги и одеты в духе карикатурных стиляг. Зеркальное отображение советской пионерки Оли, Яло, спросила: «Они что, больные?». Та ответила: «А мой папа говорит, что все они бездельники и лодыри!».
В новелле «Напарник» (1965) фильма «Операция Ы» среди задержанных на 15 суток также виден и стиляга в коротких чёрных брюках-дудочках. Такие же носит и сам Шурик, и их, после нападения собаки, он зашивает в новелле «Наваждение».
В фильме «На завтрашней улице» (1965) двух молодых персонажей — шофёра и работницу — отличают некоторые элементы стиляжничества, однако по ходу фильма, не без влияния парторга, они перевоспитываются.
Пародийный мультфильм «Шпионские страсти» (1966): «стиляга и тунеядец» Вольдемар проводит время в ресторанах. Родительских денег на это не хватает, и он готов выполнить задание иностранной шпионки за деньги. Но угрызения совести заставляют его прийти с повинной в милицию. Исправившийся Вольдемар идёт в школу рабочей молодёжи. Этот эпизод мультфильма высмеивал не образ стиляги (в середине 60-х уже неактуальный — Вольдемар выглядит типичным битломаном), а пропагандистские штампы минувшего десятилетия.
В кинофильме «Покровские ворота» (1982) с ироничной ностальгией показан маленький эпизод: главный герой Костик (Олег Меньшиков) «на хате» танцует рок-н-ролл со своей приятельницей Светочкой (Татьяна Догилева). В этом же фильме есть и другой эпизод — готовящийся сбежать из больницы Хоботов (Анатолий Равикович) переоделся в костюм Велюрова (Леонида Броневого). Оглядев себя, он произносит: «Я похож на какого-то стилягу! На прощелыгу!»
В многосерийном фильме «Гостья из будущего» (1985) космические пираты в образах сотрудников космопорта попадают в наше время. Между увидевшими их — в необычной для нашего времени одежде: жёлтых комбинезонах и кепках с надписью «Космопорт» — старушками происходит такой диалог: «А одеты-то как! — Стиляги!»
Фильм 1990 г. «Взрослая дочь молодого человека» — показывает московских стиляг 1950-х годов через двадцать лет.
В 1996 году режиссёром Алексеем Габриловичем был снят документальный фильм «Бродвей нашей юности», посвящённый стилягам, а также моде, танцам и фильмам 1950-х годов. Фильм снят в форме интервью с известными людьми — Галиной Волчек, Натальей Фатеевой, Олегом Анофриевым, Аркадием Аркановым и другими.
В декабре 2008 года вышел музыкальный фильм режиссёра Валерия Тодоровского «Стиляги» (рабочее название «Буги на костях»). В ролях: Антон Шагин, Оксана Акиньшина, Максим Матвеев.
Стиляги также фигурируют в нескольких эпизодах многосерийной российско-украинской остросюжетной мелодрамы 2015 года «Красная королева». Сюжет фильма основан на некоторых фактах из биографии известной советской манекенщицы Регины Збарской.

### В прозе и воспоминаниях
- Стиляги (там они названы «ветрогоны»; ослы, превратившиеся в людей) выведены в произведении для детей Н. Носова «Незнайка в Солнечном городе» (1958). Джаз фигурировал под названием «какофония» («это самая модная теперь музыка и называется она какофония»; самым популярным среди ветрогонов считался «какофонический оркестр „Ветрофон“»).
- Сергей Георгиевич Кара-Мурза в своей книге Советская цивилизация упоминает, что стиляги появились когда он заканчивал школу (1956 год). Они собирались в больших «генеральских» квартирах и устраивали вечеринки с вином. Стиляги презрительно относились к «плебеям» и восхищались поэзией А. Блока, А. Ахматовой и Н. Гумилева. Их отличали особые причёски, походка, особый язык («чувихи»), любовь к западной музыке и танцам. Они были детьми обеспеченных родителей, но потом превратились в изгоев.
- Главный герой повести братьев Стругацких «Понедельник начинается в субботу» Александр Привалов говорит:

«Каждый человек — маг в душе, но он становится магом только тогда, когда начинает меньше думать о себе и больше о других, когда работать ему становится интереснее, чем развлекаться в старинном смысле этого слова. И наверное, их рабочая гипотеза была недалека от истины, потому что, так же как труд превратил обезьяну в человека, точно так же отсутствие труда в гораздо более короткие сроки превращает человека в обезьяну. Даже хуже, чем в обезьяну.
В жизни мы не всегда замечаем это. Бездельник и тунеядец, развратник и карьерист продолжают ходить на задних конечностях, разговаривать вполне членораздельно (хотя круг тем у них сужается до предела), а что касается узких брюк и увлечения джазом, по которым одно время пытались определять степень обезьяноподобия, то довольно быстро выяснилось, что они свойственны даже лучшим из магов».
- Кроме пьесы «Взрослая дочь молодого человека» (см. раздел «В драматургии»), драматург Виктор Славкин написал также книгу «Памятник неизвестному стиляге», презентация которого состоялась в Центральном доме работников искусств на Кузнецком мосту в Москве. Среди участников презентации были джазовый музыкант Алексей Козлов, актёр Александр Филиппенко и участник группы «Мистер Твистер» Валерий Лысенко, которого Филиппенко представил так: «Вот у нас тут есть человек, который поддерживает всю эту культуру».[11]
- В главе «Король Брода» своего автобиографического анализа жизни простого советского человека в СССР «Страх, или жизнь в Стране Советов» бывший стиляга Виктор Петров приводит описание движения стиляг в Ленинграде. По мнению В. Петрова, это движение было

…единственно возможной в те годы формой социального протеста против затхлого и тупого существования в безликой толпе советских людей.
При этом В. Петров считает, что попытки советской пропаганды сравнивать стиляг с различными антисоциальными слоями общества лживы, так как
…на самом деле, это были прямо противоположные явления: пьяницы и хулиганы — это низы общества, а стиляги — люди, поднявшиеся над серой толпой и обывательскими вкусами 
- В интервью газете «Комсомольская Правда» актёр Олег Янковский признался, что был стилягой:

Я эту моду мальчишкой застал в Минске, 9-й и 10-й классы. Стилягами модных молодых людей называли только в СССР. Для Запада этот стиль был естественной жизнью. А у нас это выросло в движение протеста против серости... Наваривали подошвы на башмаки, я уже не помню как. Ушивали брюки, пиджаки клетчатые покупали на несколько размеров больше, чтобы широкие плечи были. И коки на голове. У некоторых даже какая-то философия была. Разумеется, музыка, рок-н-ролл, буги, записи на рентгеновской пленке. И самое главное — шатание по Бродвею, так в каждом городе, в том числе и в Минске, центральную улицу называли. Курили небрежно, чтобы взрослыми казаться и буржуазными... Компания жила одним духом. Знакомились на этом Бродвее. По одной стороне только стиляги и ходили. А люди как-то шарахались от них, переходили на другую сторону. <Девочки-стиляги  были>, но все у нас было очень целомудренно и чинно. Тапочки какие-то, лёгкие платьица. Все самодельное, нелепое. Ничего импортного у нас не могло быть. Не на что было купить.

### В изобразительном искусстве
Стилягам было «посвящено» немало карикатур, одна из них — карикатура Бориса Пророкова «Папина „Победа“» (опубликована в 1954 году в журнале «Крокодил»). Реминисценция на эту карикатуру есть в повести братьев Стругацких «Понедельник начинается в субботу»: (когда Александр Привалов шёл по улице, вслед ему крикнули: «Стиля-ага! Тонконогий! Папина „Победа“!»)..

### В поэзии
- Стихотворение Николая Рубцова «Сакс фокс рубал, дрожал пол…» (1957).[18]
- Стихотворение Агнии Барто «До чего он их довёл» о двух школьницах, которые вначале при общем попустительстве родни танцевали рок-н-ролл, затем стали грезить Голливудом («Голливуд, Голливуд! Как красиво там живут!») и даже внешне изменились («…походка стала словно напоказ», «вместо кос повисли космы — это нынче модно, мол!»).[19]

### В музыке
- В 1954 году вышла новая версия песни на музыку Эдди Рознера «Ай да парень», в которой стиляги противопоставлялись комсомольцам, работавшим на ударных стройках. Герой этого варианта песни, некий Костя, не захотел ехать «на Дальстрой» якобы по состоянию здоровья («нашли, что в сердце у него порок, хотя плясать он может и поднять три пуда тоже»). Костя остался в Ленинграде и «был пристроен медсестрой», а по вечерам фланировал по улицам в заграничной одежде:

По проспекту, словно манекен,

Вечером эффектный бродит джентльмен.

Всё отдаст вам лодырь и барчук

За цветастый стильный галстук и за каучук…

Ай да парень-паренёк!

Накрутил он датский кок.

И разобраться я, друзья, не смог —

Дама он иль паренёк.

Изначально, в 1945 году, у этой песни был совершенно иной текст (автор текста — Наум Лабковский) — о боевых подвигах паренька и о его верной подруге. Новый текст написали В. Певзнер и М. Гуревич.
- В репертуаре певицы Нины Дорды была песня «Стиляга», которую она исполняла с оркестром Эдди Рознера:

Сам Рознер изображал стилягу, а я пела:
Ты его, подружка, не ругай:

Может, он залетный попугай,

Может, когда маленьким он был,

Кто-то его на пол уронил,

Может, болен он, бедняга?

Нет, он попросту стиляга!
Последнюю фразу выкрикивал весь оркестр, показывая пальцем на «стилягу» — Эдди Рознера. Успех был грандиозный.

«Человек и кошка» — Сергей Гармаш.
«Буги-вуги каждый день» — Игорь Вячеславович Войнаровский.

### В драматургии и театре
В 1954 году в спектакле «Его день рождения» артист Геннадий Дудник показал пародию на стилягу.
В 1958 году Николаем Погодиным была написана пьеса «Маленькая студентка», посвящённая молодёжи. Одним из отрицательных действующих лиц пьесы является стиляга по фамилии Ларисов. Вообще, стиляги в произведениях часто носили «иноземные» имена (Эдуард, Арнольд) и нелепые фамилии.
По поводу образов стиляг в советской драматургии Николай Носов писал:

 Точно так же попадают иногда из драмы в комедию и новомодные персонажи, известные под общим названием «плесени». Один из этих персонажей — стиляга — очень хорошо всем известен по юмористической литературе и по своим выступлениям на эстраде, где он очень смешит публику, состроив идиотскую физиономию и танцуя «буги-вуги».
— «Трактат о комедии». Из цикла «Иронические юморески»
В 1975 году драматург Виктор Славкин написал пьесу «Взрослая дочь молодого человека» (по первоначальному замыслу — «Дочь стиляги»). В основе пьесы — вечный конфликт отцов и детей. На первом плане — сложные взаимоотношения бывшего стиляги Бэмса (Бориса Куприянова) и его дочери — хиппи Эллы (Елены Куприяновой). Однако этим конфликтом поколений тема не исчерпывается — Бэмс живёт прошлым, он ничего не забыл и ничего не простил. Противостояние с бывшим комсомольским лидером Александром Ивченко (Пеньком) продолжается и теперь, когда Бэмс «влачит существование» простого инженера, тогда как Пенек (Ивченко) «выбился в люди», став первым проректором в институте, который они все когда-то закончили.
Самая известная постановка «Взрослой дочери…» принадлежит режиссёру Анатолию Васильеву, осуществившему спектакль на сцене Московского драматического театра имени К. С. Станиславского в 1979 году.
По словам участника группы «Мистер Твистер» Валерия Лысенко, в 1994 году он познакомился с «настоящим Бэмсом»: 

"Мы с ним познакомились 8 января 1994 году в «Пилоте», где отмечался день рождения Элвиса Пресли. Там была большая тусовка. Вдруг смотрю: сквозь толпу пробирается стильный мужик в белой ковбойской шляпе. Думаю: «Это ж кто-то из „старых“, наверное?» А я видел фотографию Бэмса в «Юности», где он был в той же белой шляпе и в белом костюме. Я подошел к нему: «Здрасте!» — «Здрасте!» — «Вы — Бэмс?» — «Откуда знаешь?» — «Да я в „Юности“ про Вас читал…» — «Да вот пришёл посмотреть, как у вас тут дела…» Вот так мы с ним и познакомились. Потом мы несколько раз перезванивались, но встретиться больше не довелось: то он болел, то мы были на гастролях. Судя по номеру телефона, он жил где-то в районе Беговой или Полежаевской. А прожил он недолго и умер вскоре после нашей встречи. Актёр Саша Филиппенко мне потом рассказал, что его зарезали. Все это очень странно, потому что жил он бедно и взять у него, кроме плакатов Элвиса Пресли, было нечего…"— 

### Музыкальные группы 80-х: в поисках стиля
В 1980-е годы в СССР возник интерес молодёжи к ретро-стилю, в частности к субкультуре стиляг. На волне этого увлечения возник стиль группы «Браво», возглавляемой Евгением Хавтаном. В песнях группы — нежная ностальгия по давно ушедшим «старым добрым временам». Образ романтичного стиляги гармонирует с идеалистическими представлениями молодых людей о 1950—1960-х годах (композиции «Ленинградский рок-н-ролл», «Вася», «Стильный оранжевый галстук», «Московский бит» и другие).
В имидже и творчестве ленинградской группы «Секрет» во многих композициях прослеживается тема «стиляжного» прошлого — «Я люблю буги-вуги», «Мажорный рок-н-ролл» (кавер версии одноимённых песен Майка Науменко), «Она не понимает», «Отправляйся за ней», «Кеды», «Тысяча пластинок» и др.
Упоминание этой субкультуры есть в текстах группы «Кино» (песня «Битник»):
Где твои туфли на «манной каше»?
И куда ты засунул свой двубортный пиджак?
Спрячь подальше домашние тапки, папаша!
Ты ведь раньше не дал бы за них и пятак!
В альбоме «Первый Всесоюзный панк-съезд, или Берегите цинк!» группы «Водопад имени Вахтанга Кикабидзе» стиляга присутствует как гость съезда неформалов. От его лица в альбоме исполняется песня «Берегите цинк!» (солирует Сергей Лукашин).